# Одни из нас (телесериал)
«Одни́ из нас» (англ. The Last of Us; более точный перевод — «Последние из нас») — американский постапокалиптический драматический телесериал канала HBO. Основан на компьютерной игре 2013 года The Last of Us, разработанной компанией Naughty Dog, и рассказывает историю контрабандиста Джоэла (Педро Паскаль), который сопровождает девочку-подростка Элли (Белла Рамзи) через постапокалиптические США.
Это первый сериал HBO, основанный на видеоигре. Сценаристами и исполнительными продюсерами являются Крейг Мейзин и Нил Дракманн, последний из которых работал над игрой. Другими исполнительными продюсерами являются Кэролин Штраусс, Роуз Лэм, Эван Уэллс, Асад Кизилбаш и Картер Суон. Сериал является совместным производством компаний Sony Pictures Television, PlayStation Productions, Naughty Dog, The Mighty Mint и Word Games. Композитор оригинальной игры Густаво Сантаолалья сочинил музыку к сериалу.
Премьера телесериала состоялась 15 января 2023 года. Он получил признание со стороны критиков, которые высоко оценили актёрскую игру, сценарий, работу художников-постановщиков и музыку, многие назвали его лучшей телевизионной адаптацией видеоигры. Сериал получил 24 номинации на премию «Эмми» в 2023 году.
В январе 2023 года телесериал был продлён на второй сезон, премьера которого состоялась 13 апреля 2025 года. Также в планах третий сезон.

## Актёры и персонажи

### Главные роли
- Педро Паскаль — Джоэл, закалённый выживший средних лет, которого мучает травма из его прошлого. Джоэлу поручено тайно провести 14-летнюю девочку Элли из карантинной зоны через США[7]. Джоэл в сериале более уязвим, чем в игре: он плохо слышит на одно ухо из-за выстрела, и у него болят колени, когда он встаёт на ноги[8]. Паскаль стал доступен для съёмок в новом сериале после выхода второго сезона сериала «Мандалорец». Ему поступило несколько предложений от крупных сетей, из которых он выбрал «Одних из нас»[7], отчасти из-за желания поработать вместе с Крейгом Мейзином[9]. Паскаль согласился исполнить роль Джоэла в течение суток после поступления предложения[10]. Продюсеры «Мандалорца» дали ему разрешение на съёмки в сериале HBO[11]. По некоторым данным, Паскаль получил 600 000 долларов США за один эпизод, что сделало его одним из самых высокооплачиваемых звёзд американского телевидения[12]. Паскаля взяли на роль из-за его способности изобразить жёсткого, измученного и уязвимого персонажа, который подавляет свои эмоции до тех пор, пока это необходимо[13]. Паскаль пытался играть в первую игру, но посчитал, что у него плохо получается, и уже через несколько минут передал управление своему племяннику и наблюдал, как он играет. Педро посчитал Джоэла «впечатляющим», но не хотел слишком сильно имитировать игру, вместо этого решив «создать здоровую дистанцию» между игровым персонажем и его телевизионным воплощением[14]. В игре Джоэл говорит с заметным техасским акцентом. Педро Паскаль сам до двенадцати лет жил в Сан-Антонио (штат Техас), поэтому был хорошо знаком с местной манерой говорить[15]. В видеоиграх роль Джоэла исполнил Трой Бейкер[16].
- Белла Рамзи — Элли, 14-летняя девочка, сирота, в которой проявления неповиновения и гнева сочетаются с потребностью в душевной связи и сопричастности. Она невосприимчива к грибку Cordyceps и может стать ключом к созданию вакцины[17]. Так же, как и в играх, в телесериале Элли является лесбиянкой[18]. На роль Элли рассматривалось более 105 человек[10]. Продюсеры искали актрису, которая могла бы изобразить находчивого, изворотливого и склонного к насилию персонажа[13]. После просмотра записи с прослушиванием Рамзи они обратились к Дэвиду Бениоффу и Д. Б. Уайссу (шоураннерам «Игры престолов», где снималась Рамзи), которые заверили их в её таланте. Рамзи получила роль менее чем через месяц после своего прослушивания[11] во время съёмок в другом проекте. Она сказала, что телесериал кажется «самым впечатляющим из всего, что [она] когда-либо делала»[19]. Во время прослушивания Рамзи спросили, играла ли она в The Last of Us, она ответила отрицательно, после чего ей рекомендовали воздержаться от игры, чтобы избежать излишнего копирования оригинального персонажа. Тем не менее, Белла посмотрела несколько роликов с игрой на YouTube, чтобы получить представление об игре[20][21]. Рамзи, которая является англичанкой, научилась говорить с американским акцентом для этой роли[22]. В видеоиграх роль Элли исполнила Эшли Джонсон[16].

### Роли второго плана
- Нико Паркер — Сара, дочь Джоэла[23]. Паркер смотрела видеоролики с прохождением игры за много лет до того, как получила свою роль[24]. Во время съёмок сцен с Паркер (они снимались в самом начале) Паскаль почувствовал «мгновенную связь между отцом и дочерью»[25]. В видеоиграх роль Сары исполнила Хана Хейз[26].
- Джон Ханна — доктор Ньюман, эпидемиолог, который выступил с предупреждением об угрозе грибковой инфекции во время ток-шоу в 1968 году[27].
- Мерл Дэндридж — Марлин, лидер «Цикад», движения сопротивления, надеющегося получить свободу от военных. Дэндридж стала единственной актрисой, исполнившей ту же роль, что и в игре[28]. По мнению создателей, Дэндридж физически похожа на своего персонажа, и ей всего лишь требовался парик[29]. Во время подготовки к съёмкам она вновь прошла игру[30]. Актриса отметила «тяжёлое спокойствие» своего персонажа, которое она отнесла к тяготам жизни в постапокалиптическом мире[31].
- Джош Бренер — ведущий ток-шоу в 1968 году[32]. Концепция ток-шоу была вдохновлена Диком Кэвиттом и его ток-шоу под названием «The Dick Cavett Show»[33]:8:43.
- Кристофер Хейердал — доктор Шонхайсс, эпидемиолог из ток-шоу 1968 года, который скептически оценил опасения Ньюмана[32].
- Брендан Флетчер — Роберт, головорез и торговец оружием на чёрном рынке в карантинной зоне в Бостоне[34]. В первой игре роль Роберта исполнил Робин Аткин Даунс[35].
- Анна Торв — Тесс, закалённая выжившая и партнёр Джоэла по контрабанде[36]. По мнению Торв и Паскаля, Тесс и Джоэл какое-то время состояли в отношениях, но, как и в игре, не афишировали их[37][38]. Торв не играла в первоисточник, но она смотрела видеоролики из игр[39]. В первой игре роль Тесс исполняла Энни Вершинг[40].
- Гэбриел Луна — Томми, младший брат Джоэла и бывший солдат, не утративший идеализм и надежду на счастливое будущее[41]. Примерно через месяц после утверждения на роли Паскаля и Рамзи, Луну попросили прислать запись для прослушивания. Луна был знаком с Мейзином и Кэролин Штраусс, а сам ранее снимался в сериале HBO (во втором сезоне «Настоящего детектива»[42]:1:02). Примерно через неделю после получения записи с его прослушиванием Мейзин, Штраусс и Дракманн предложили Луне роль. По словам Луны, руководители проекта сразу поняли, что он был «тем самым»[42]:1:53. Луна был в восторге от этой роли, так как он жил в Остине, Техас — родном городе Джоэла и Томми — примерно в то же время, что и в сюжете игры[42]:2:20. Во время съёмок он получил PlayStation 5, чтобы играть в первую и вторую часть игры для «изучения» своей роли[43]. Луна внёс свой вклад в создание костюма Томми: его сапоги были украшены техасским растением кастиллея, а пряжка его ремня была изготовлена канадскими индейцами, что привнесло важные детали в образ его персонажа[44]. По мнению Луны, Томми мечтает о семье, подобной семье его брата, и о мире, в котором люди могли бы вернуться к мирной жизни[30]. Ему были понятны действия его старшего брата Джоэла, который был «патриархом» в своей собственной семье вместе со своей матерью-одиночкой[45]. Для своей роли Луна черпал вдохновение в образе техасских музыкантов Вилли Нельсона и Криса Кристофферсона[39]. В видеоиграх роль Томми исполнил Джеффри Пирс[46].
- Мюррей Бартлетт — Фрэнк, «выживальщик», живущий в изолированном городе вместе с Биллом[47]. Бартлетт не знал об игре, но после прочтения сценария захотел принять участие в сериале[48]. После утверждения на свою роль он исследовал игру и нашёл её «кинематографичной», в особенности ему понравились персонажи, сюжет и ключевые темы[49]. Фрэнк ненадолго появляется в первой игре в виде трупа[50]. Дракманн предположил, что некоторые фанаты расстроятся из-за появления Фрэнка, так как это является расхождением с сюжетом игры[8].
- Ник Офферман — Билл, «выживальщик», который живёт с Фрэнком. Изначально на эту роль был назначен Кон О’Нилл, но был вынужден покинуть проект из-за плотного графика съёмок[51]. Офферман появится в третьем эпизоде[11]. В первой игре роль Билла исполнил У. Эрл Браун[47].
- Ламар Джонсон — Генри, выживший, который скрывается от повстанческого движения в Канзас-Сити вместе со своим младшим братом Сэмом. В первой игре роль Генри исполняет Брэндон Скотт, и сцены с его участием происходят в Питтсбурге[52].
- Мелани Лински — Кэтлин, лидер повстанцев в Канзас-Сити. Кэтлин — оригинальный персонаж телесериала[53], созданный Мейзином как лидер группы охотников, которые присутствовали в игре[54].
- Кейвонн Монреаль Вудард — Сэм, глухой ребёнок, за которым вместе со его братом Генри охотятся повстанцы[52][55]. В первой игре роль Сэма исполняет Наджи Джетер[52].
- Джеффри Пирс — Перри, мятежник в карантинной зоне. Пирс ранее изображал Томми в игре[47]. Перри — оригинальный персонаж в телесериале, который, по словам Пирса, «сильно влияет на события, которые произошли в игре»[56].
- Грэм Грин — Марлон, выживший, который живёт со своей женой Флоренс в глуши Вайоминга. Марлон — оригинальный персонаж телесериала[52].
- Элейн Майлз — Флоренс, выжившая, которая живёт со своим мужем Марлоном. Флоренс — оригинальный персонаж телесериала[52].
- Рутина Уэсли — Мария, лидер поселения в Джексоне. В играх её роль исполнила Эшли Скотт[57].
- Сторм Рид — Райли Абель, девушка-сирота, которая растёт в постапокалиптическом Бостоне[58]. Рид была незнакома с игрой до получения роли; когда ей предложили сняться в сериале, она поинтересовалась мнением семьи и друзей об игре[59]. Первоначально персонаж Райли появился в загружаемом дополнении для первой игры The Last of Us: Left Behind, где её роль исполнила Яани Кинг[58].
- Скотт Шеперд — Дэвид, проповедник, который является лидером секты каннибалов[60][61]. Дракманн чувствовал, что сериал позволяет глубже взглянуть на сложности персонажа, чем игра[10]. В первой игре его роль исполнил Нолан Норт[62].
- Трой Бейкер — Джеймс, старший член группы поселенцев[63]. Бейкер ранее исполнил роль Джоэла в играх[64]. Роль Джеймса в первой игре исполнил Рубен Лэнгдон[35]. Мейзин и Дракманн сочли важным включить Бейкера в сериал[29].
- Эшли Джонсон — Анна[63], мать Элли[65]:7:20, одинокая беременная женщина, вынужденная рожать при ужасающих обстоятельствах[63]. Джонсон ранее исполнила роль Элли в играх[64]. Дракманн не смог рассказать историю Анны в играх, но счёл важным включить её в сериал[65]:7:20. Мейзин и Дракманн также сочли важным включить Джонсон в сериал[29].

## Эпизоды
| Сезон | Серии | Серии | Даты показа    | Даты показа     |
| Сезон | Серии | Серии | Первая серия   | Последняя серия |
| ----- | ----- | ----- | -------------- | --------------- |
| 1     | 9     | 9     | 15 января 2023 | 12 марта 2023   |
| 2     | 7     | 7     | 13 апреля 2025 | 25 мая 2025     |

### 1-й сезон (2023)
| № | Название                                                          | Режиссёр      | Автор сценария              | Дата премьеры   | Зрители в США (млн) |
| --- | ----------------------------------------------------------------- | ------------- | --------------------------- | --------------- | ------------------- |
| 1 | «Когда ты потерялся в темноте» «When You're Lost in the Darkness» | Крейг Мейзин  | Крейг Мейзин и Нил Дракманн | 15 января 2023  | 0,588               |
| В 2003 году начинается пандемия грибковой инфекции, которая превращает людей в кровожадных монстров. С началом вспышки инфекции Джоэл со свой дочерью Сарой бежит из города, но девочку убивает солдат. Спустя двадцать лет грибок поразил весь мир. Джоэл живёт в военной карантинной зоне на руинах Бостона, которой управляет Федеральное агентство по урегулированию стихийных бедствий (FEDRA), где вместе с подругой Тесс занимается контрабандой. Джоэл планирует покинуть карантинную зону и направиться в Вайоминг в поисках своего брата Томми, с которым он потерял контакт несколько недель назад. Джоэл и Тесс пытаются купить автомобильный аккумулятор у местного торговца, но его продают «Цикадам» — военизированной повстанческой группировке, противостоящей FEDRA. Пытаясь заполучить аккумулятор, они обнаруживают, что сделка пошла не по плану, и раненная лидер «Цикад» Марлин просит Джоэла и Тесс доставить девочку Элли в Капитолий Массачусетса и передать её другим «Цикадам» в обмен на припасы. Выбираясь из города, они сталкиваются с солдатом, который хочет взять у Элли тест на инфекцию, но та бьёт солдата ножом, а Джоэл забивает до смерти, когда военный хочет её застрелить. Тесс понимает, что Элли заражена, но девочка уверяет, что она не превратится в монстра, так как она заразилась три недели назад. Джоэл, Тесс и Элли, убегая от солдат FEDRA, входят в зону биологического загрязнения. |                                                                   |               |                             |                 |                     |
| 2 | «Заражённые» «Infected»                                           | Нил Дракманн  | Крейг Мейзин                | 22 января 2023  | 0,633               |
| В 2003 году в Джакарте миколог узнаёт о вспышке грибковой инфекции и советует властям для предотвращения её распространения начать бомбардировки городов. В 2023 году Элли сообщает Джоэлу и Тесс, что «Цикады» пытаются разработать вакцину для предотвращения заражения грибком, а её ДНК может стать ключом к её созданию. По пути к Старому Капитолию Джоэл, Тесс и Элли идут через музей, где их атакуют щелкуны. Элли кусают в руку, но Джоэл и Тесс убивают щелкунов. Прибыв к Старому Капитолию, Джоэл и Тесс находят «Цикад» убитыми, часть из них была инфицирована. Тесс сообщает Джоэлу, что не может вернуться, так как её укусили. При этом свежий укус в руку Элли уже затянулся, что подтверждает иммунитет девочки. Джоэл стреляет в заражённого из числа «Цикад», который пытается их атаковать, из-за чего их местоположение становится известным остальным заражённым в городе. Тесс просит Джоэла доставить Элли к их знакомым контрабандистам Биллу и Фрэнку и убедить их помочь девочке. Она заливает зал бензином, а Джоэл и Элли уходят. Заражённые забегают в здание, один из них «целует» Тесс, начиная её превращение в заражённую, но она успевает бросить горящую зажигалку на пол. Мощный взрыв убивает заражённых. |                                                                   |               |                             |                 |                     |
| 3 | «Долгое-долгое время» «Long, Long Time»                           | Питер Хоар    | Крейг Мейзин                | 29 января 2023  | 0,747               |
| В 2023 году Джоэл и Элли направляются к Биллу и Фрэнку. Во флешбэках показывают историю двух этих персонажей: Билл — параноидальный «выживальщик», живущий в сильно укреплённом городке, защищённом ловушками и забором под напряжением. В 2007 году Билл встречает Фрэнка, между ними завязываются любовные отношения. Спустя несколько лет Фрэнк знакомится с Тесс и Джоэлом. В 2023 году Фрэнк, страдающий от неизлечимого дегенеративного заболевания, просит Билла об эвтаназии. Билл, не желающий жить без Фрэнка, убивает их обоих. Через некоторое время в их дом приходят Джоэл и Элли и находят письмо Билла, где тот объясняет причины своего поступка. Билл оставляет для Джоэла припасы, оружие и автомобиль. Джоэл и Элли отправляются в поездку в поисках Томми. |                                                                   |               |                             |                 |                     |
| 4 | «Пожалуйста, держи меня за руку» «Please Hold to My Hand»         | Джереми Уэбб  | Крейг Мейзин                | 5 февраля 2023  | 0,991               |
| По пути из Миссури в Вайоминг Джоэл и Элли заезжают в Канзас-Сити, где их машину атакуют бандиты. Джоэл убивает двоих, но третий атакует его сзади и пытается задушить. Элли стреляет в нападавшего, спасая Джоэла. Прибывшие на подмогу нападавшим находят тела. Их лидер, Кэтлин, считает, что Джоэл и Элли связаны с её врагом Генри, и объявляет на них охоту по всему городу. Перри, помощник Кэтлин, показывает ей комнату с чем-то, растущим и шевелящимся под землёй. Кэтлин обещает разобраться с этим позднее, а сначала хочет найти Генри. Джоэл и Элли направляются к высотному зданию, чтобы осмотреть окрестности и найти маршрут выхода из города. Он и Элли прячутся в одной из квартир этого дома. Проснувшись, они видят Генри и его брата Сэма, которые держат их под прицелом. |                                                                   |               |                             |                 |                     |
| 5 | «Терпеть и выжить» «Endure and Survive»                           | Джереми Уэбб  | Крейг Мейзин                | 12 февраля 2023 | 0,382               |
| Генри предлагает Джоэлу помощь с выходом из города через подземные туннели, Джоэл соглашается. Генри признаётся, что он несёт ответственность за смерть брата Кэтлин, так как выдал ФЕДРА его местоположение в обмен на лекарства для Сэма. Джоэл, Элли, Генри и Сэм проходят через туннели, но на выходе подвергаются атаке снайпера. Джоэлу удаётся убить снайпера, но до этого тот вызывает подмогу. Прибывает Кэтлин с большим вооружённым отрядом. Генри выходит сдаваться, но внезапно из-под земли вырывается огромное количество заражённых, включая «топляка» (англ. Bloater). Заражённые убивают отряд Кэтлин, а Джоэл, Элли, Генри и Сэм удаётся уйти. Остановившись на ночь в мотеле, Сэм показывает Элли, что его укусили в ногу. На следующее утро заражённый Сэм атакует Элли, но Генри убивает его, после чего стреляет себе в голову. Джоэл и Элли хоронят их и отправляются на запад. |                                                                   |               |                             |                 |                     |
| 6 | «Родня» «Kin»                                                     | Ясмила Жбанич | Крейг Мейзин                | 19 февраля 2023 | 0,841               |
| Спустя три месяца после смерти Генри и Сэма Джоэл и Элли добираются до Вайоминга. В небольшой изолированной коммуне Джоэл встречает своего брата Томми и его беременную жену Марию. Элли узнаёт от Марии о смерти дочери Джоэла Сары. Джоэл рассказывает Томми об иммунитете Элли и просит ей помочь. Джоэл считает, что у более молодого и здорового Томми больше шансов доставить Элли к «Цикадам», чем у него. Элли слышит их разговор и спорит с Джоэлом, но тот утверждает, что их пути должны разойтись. На следующее утро Джоэл передумал, и двое отправляются в Колорадо на лошади. Прибыв в Университет Восточного Колорадо, они не находят там «Цикад», однако их атакует группа мародёров. Джоэл убивает одного из них, но его самого сильно ранят. Джоэл и Элли удаётся уйти верхом на лошади. Вскоре Джоэл теряет сознание и падает с лошади, а Элли не знает, что ей делать дальше. |                                                                   |               |                             |                 |                     |
| 7 | «Оставшиеся позади» «Left Behind»                                 | Лиза Джонсон  | Нил Дракманн                | 26 февраля 2023 | 1,083               |
| Элли и Джоэл прячутся в заброшенном доме. Тяжело раненный Джоэл просит Элли оставить его и уйти. Элли вспоминает своё пребывание в военной школе FEDRA, в которой она училась вместе со своей подругой Райли. Элли конфликтовала и дралась с другими учениками, а Райли сбежала и отсутствовала три недели. Потом она внезапно возвращается к Элли, тайно пробравшись в её спальню, и сообщает подруге, что вступила в ряды «Цикад». Две девочки направляются в заброшенный торговый центр, где Райли показывает Элли фотобудку, карусель и игровой автомат. Райли признаётся, что «Цикады» решили перевести её в Атланту и что это её последняя ночь в Бостоне. Элли сначала расстраивается, но затем убеждает Райли остаться, после чего они целуются. Девочек атакует заражённый. Элли удаётся его убить, однако перед этим он кусает обеих. Осознав, что они инфицированы, подруги решают остаться вместе и ждать своего обращения в заражённых. В настоящее время Элли находит в доме швейную иглу, возвращается к лежащему Джоэлу и начинает зашивать его рану. |                                                                   |               |                             |                 |                     |
| 8 | «Когда мы в нужде» «When We Are in Need»                          | Али Аббаси    | Крейг Мейзин                | 5 марта 2023    | 1,039               |
| Элли берёт винтовку Джоэла, который всё ещё восстанавливается от ранения, и отправляется на охоту. Ей удаётся ранить оленя. Преследуя раненое животное, она встречает священника Дэвида и охотника Джеймса. Элли обменивает тушу оленя на пенициллин для Джоэла. Дэвид узнаёт, что человек, ранивший Джоэла, был членом его группы. Элли возвращается к Джоэлу и делает ему инъекции антибиотика. На следующий день люди Дэвида выслеживает Элли с целью отомстить Джоэлу, убившему человека из их группы. Элли пытается отвлечь группу от Джоэла, но её берут в плен. В лагере Дэвида Элли узнаёт, что их группа занимается каннибализмом. Очнувшийся Джоэл берёт в плен и пытает нескольких людей Дэвида и узнаёт о местоположении Элли. Дэвид и Джеймс пытаются убить Элли, но она убивает Джеймса, а затем и Дэвида, и сбегает. Выйдя из горящего здания, Элли сталкивается с пришедшим на подмогу Джоэлом. |                                                                   |               |                             |                 |                     |
| 9 | «Ищи свет» «Look for the Light»                                   | Али Аббаси    | Крейг Мейзин и Нил Дракманн | 12 марта 2023   | 1,040               |
| Во флешбэке молодая женщина по имени Анна рожает девочку Элли, но её кусает заражённый. Марлин находит их, забирает новорождённую Элли, а Анну убивает по её просьбе. В настоящее время Джоэл признаётся Элли, что после смерти Сары он пытался покончить жизнь самоубийством. Солдаты «Цикад» хватают Элли и Джоэла. Марлин сообщает Джоэлу, что хирурги готовят Элли к операции по извлечению кордицепса из её мозга. Джоэл понимает, что это убьёт Элли и протестует, однако Марлин приказывает вооружённым солдатам увести Джоэла. Джоэл убивает солдат, а затем и хирурга. Он выносит находящуюся под наркозом Элли из больницы. Марлин пытается ему помешать, пытаясь убедить, что Элли может спасти всех от инфекции, но Джоэл убивает её. Элли просыпается в машине и спрашивает, что случилось. Джоэл лжёт ей, что «Цикады» уже пытались разработать лекарство при помощи других людей с иммунитетом, но не преуспели. По пути в Вайоминг Элли требует у Джоэла поклясться, что его история о «Цикадах» — это правда. Джоэл клянётся, а Элли отвечает: «Хорошо». |                                                                   |               |                             |                 |                     |

### 2-й сезон (2025)
| № общий | № в сезоне | Название                               | Режиссёр           | Автор сценария                           | Дата премьеры  | Зрители в США (млн) |
| ------- | ---------- | -------------------------------------- | ------------------ | ---------------------------------------- | -------------- | ------------------- |
| 10      | 1          | «Дни будущего» «Future Days»           | Крейг Мейзин       | Крейг Мейзин                             | 13 апреля 2025 | 0,938               |
| 11      | 2          | «Через долину» «Through the Valley»    | Марк Майлод        | Крейг Мейзин                             | 20 апреля 2025 | 0,643               |
| 12      | 3          | «Путь» «The Path»                      | Питер Хоар         | Крейг Мейзин                             | 27 апреля 2025 | 0,768               |
| 13      | 4          | «День первый» «Day One»                | Кейт Херрон        | Крейг Мейзин                             | 4 мая 2025     | 0,774               |
| 14      | 5          | «Почувствуй её любовь» «Feel Her Love» | Стивен Уильямс     | Крейг Мейзин                             | 11 мая 2025    | 0,652               |
| 15      | 6          | «Цена» «The Price»                     | Нил Дракманн       | Нил Дракманн, Хэлли Гросс и Крейг Мейзин | 18 мая 2025    | 0,701               |
| 16      | 7          | «Сближение» «Convergence»              | Нина Лопес-Коррадо | Нил Дракманн, Хэлли Гросс и Крейг Мейзин | 25 мая 2025    | н/д                 |

## Производство

### Разработка
После выхода видеоигры The Last of Us от Naughty Dog в 2013 году были предприняты две попытки экранизации: художественный фильм, сценаристом которого должен был стать автор и креативный директор игры Нил Дракманн, а продюсером — Сэм Рэйми, попал в «производственный ад», а анимационная короткометражная адаптация от Oddfellows была отменена компанией Sony. В марте 2020 года было объявлено, что телевизионная адаптация находится на стадии планирования в HBO, и она, как ожидается, будет охватывать события первой игры и, возможно, некоторые части её продолжения, The Last of Us Part II (2020). Наряду с Дракманном, Крейг Мейзин был назначен сценаристом и исполнительным продюсером сериала, в то время как телепродюсер Кэролин Штраусс и президент Naughty Dog Эван Уэллс стали дополнительными исполнительными продюсерами. Густаво Сантаолалья, который написал музыку для двух видеоигр и The Last of Us: Left Behind (2014), был назначен композитором телесериала. Проект стал совместным производством Sony Pictures Television, PlayStation Productions и Naughty Dog; это первый телесериал, производством которого занимается PlayStation Productions. Производством телесериала занимается канадская компания Bear and Pear Productions.
В июне 2020 года Йохан Ренк был объявлен исполнительным продюсером и режиссёром пилотного эпизода. К ноябрю 2020 года он ушёл с должности режиссёра из-за конфликтов в расписании в результате пандемии COVID-19. 20 ноября 2020 года телеканал HBO официально заказал производство телесериала. Асад Кизилбаш и Картер Суон из PlayStation Productions были назначены исполнительными продюсерами, и компания Word Games также присоединилась к производству проекта. В январе 2021 года The Mighty Mint присоединилась к производству, а Кантемир Балагов был назначен режиссёром пилотного эпизода. В октябре 2022 года Балагов заявил, что покинул проект годом ранее из-за «творческих разногласий», и его работа не попадёт в финальную версию сериала. В феврале 2021 года стало известно, что ещё одним исполнительным продюсером стала Роуз Лэм.
По информации Гильдии режиссёров Канады (DGC), подготовка к производству сериала в Калгари (Альберта) началась 15 марта 2021 года. Мейзин прибыл в Калгари в мае. В апреле 2021 года Али Аббаси и Ясмила Жбанич были объявлены в качестве дополнительных режиссёров телесериала. В июле 2021 года Мейзин сказал, что первый сезон будет состоять из десяти эпизодов, и что позднее будут объявлены ещё два режиссёра. В ноябре 2022 года было подтверждено, что в сезоне будет девять эпизодов. В июле Гильдия режиссёров Канады сообщила, что Питер Хоар был назначен режиссёром, вслед за ним в августе в качестве режиссёра был заявлен Мейзин, в сентябре — Дракманн, а в январе 2022 года — Лиза Джонсон и Джереми Уэбб. В феврале 2022 года Дракманн подтвердил, что он стал режиссёром одного эпизода, отметив, что в сериале рассказывается та же история, что и в игре, но с небольшими изменениями. Оператор-постановщик Надим Карлсен, часто сотрудничающий с Аббаси, отметил, что работал вместе с ним над девятым и десятым эпизодами. Пол Беккер был назначен хореографом сериала, а Барри Гауэр выступил дизайнером сложного грима, ответственным за внешний вид заражённых. Студия визуальных эффектов DNEG также была задействована в производстве сериала.
По сообщениям прессы, телесериал стал крупнейшим телевизионным производством в истории Канады, и должен принести Альберте более 200 млн канадских долларов в виде доходов. Некоторые источники предполагают, что бюджет составляет от 10 до 15 млн долларов США за один эпизод; «The New Yorker» утверждал, что это превысило показатели первых пяти сезонов «Игры престолов». Кинопредставители Калгари посчитали, что съёмочная группа выбрала Альберту для производства частично из-за решения правительства в 2021 году отменить ограничение налоговых льгот в размере около 10 млн долларов на проект. Канадский союз художников IATSE 212 заявил, что производство привело к 30-процентному увеличению числа членов профсоюза и росту занятости. В июле 2021 года Мейзин сказал, что первый сезон будет состоять из десяти эпизодов; в ноябре 2022 года было подтверждено, что в сезоне будет девять эпизодов. Мейзин предположил, что второй сезон выйдет, если первый будет хорошо принят аудиторией. Первый сезон охватывает события первой игры и её загружаемого сюжетного дополнения The Last of Us: Left Behind (2014); Дракманн и Мейзин предположили, что второй сезон сразу же охватит продолжение, The Last of Us Part II (2020), чтобы избежать филлера, хотя Мейзин считал, что для второй части потребуется больше одного сезона. Он не хочет, чтобы сериал опережал повествование игр.
В производственную команду телесериала вошли пять арт-директоров и сотни техников. Арт-директор, концепт-художники и художники по окружающей среде игры предоставили комментарии о костюмах и декорациях. Пол Беккер был назначен хореографом сериала, а Барри Гауэр выступил дизайнером сложного грима, ответственным за внешний вид заражённых. Elastic создала вступительную заставку телесериала. Мейзину понравилась идея о том, что грибок выглядит красиво, несмотря на его разрушительную природу:0:40. Над сериалом работает студия визуальных эффектов DNEG под руководством Алекса Ванга; при создании заражённых существ они консультировались с концепт-художниками из Naughty Dog. Монтажёрами сериала стали Тимоти Гуд, Марк Харцелл, Эмили Мендес и Джоэл Т. Пашби.
27 января 2023 года компания HBO продлила телесериал на второй сезон.

### Подбор актёров
Из-за пандемии COVID-19 подбор актёров проходил удалённо через программу Zoom. В Международный женский день 8 марта 2020 года Дракманн подтвердил, что в телесериале появятся несколько персонажей из игр, в том числе Элли, Райли, Тесс, Марлин и Мария. 10 февраля 2021 года Педро Паскаль был утверждён на роль Джоэла, а Белла Рамзи — на роль Элли. Ранее в тот же день сообщалось, что Махершале Али предложили роль Джоэла после того, как Мэттью Макконахи отказался от неё; в The Hollywood Reporter отметили, что Али «действительно присматривался к роли», но соглашение так и не было достигнуто. Актрисы, рассматривавшиеся на роль Элли в отменённой экранизации (например, Мэйси Уильямс и Кейтлин Дивер), к моменту съёмок сериала уже повзрослели и не могли больше рассматриваться на эту роль, из-за чего пришлось проводить новые просмотры. Паскаль и Рамзи не виделись до начала съёмок, но обнаружили, что между ними возникла мгновенная «химия», которая развивалась в процессе съёмок.
15 апреля 2021 года было объявлено, что Гэбриел Луна получил роль Томми, а 27 мая был подтверждено, что Мерл Дэндридж вновь исполнит Марлин, которую она исполнила в видеоиграх. В мае 2021 года Classic Casting опубликовало пресс-релиз о проведении кастинга для массовок для резидентов Калгари, Форт-Маклауда, Хай-Ривера и Летбриджа; подать заявку мог любой желающий старше 18 лет. Предпочтение отдавалось лицам, имеющим автомобили 1995—2003 годов выпуска. 30 июня 2021 года стало известно, что Нико Паркер была утверждена на роль Сары. 15 июля Джеффри Пирс, Мюррей Бартлетт и Кон О’Нилл получили роли Перри, Фрэнка и Билла соответственно, а 22 июля на роль Тесс утвердили Анну Торв. В октябре 2021 года Брэд Лиланд заявил, что он отснял несколько сцен для сериала. В ноябре Наташа Мумба объявила о том, что снимется в сериале. 5 декабря Бартлетт заявил, что Ник Офферман появится в сериале в совместных с его персонажем сценах, а два дня спустя было объявлено, что Офферман исполнит Билла, заменив О’Нилла, который был вынужден покинуть проект из-за плотного графика съёмок. 9 декабря Жбанич объявила о том, что в сериале снимутся Грэм Грин, Элейн Майлз и Рутина Уэсли.
14 января 2022 года стало известно, что Сторм Рид исполнит роль Райли Абель. В феврале Мейзин объявил о пробах на роль мальчика в возрасте 8—14 лет, который является глухим, темнокожим и владеющим американским жестовым языком или чёрным американским жестовым языком. Западный театр для глухих (англ. Deaf West Theatre) подтвердил, что подбор актёра проводился на роль персонажа Сэма, который появится в двух эпизодах, снятых в марте и апреле. В июне Дракманн сообщил, что Трой Бейкер и Эшли Джонсон получили роли в сериале, а в декабре были раскрыты имена их персонажей. В августе стало известно, что Ламар Джонсон и Кейвонн Вудард сыграют Генри и Сэма соответственно, а Грин и Майлз были утверждены на роли Марлона и Флоренс. Утверждение Мелани Лински на роль Кэтлин произошло в сентябре совместно с выходом первого тизера сериала. В декабре одновременно с выходом первого трейлера стало известно, что в сериале снимется Скотт Шеперд.

### Сценарий
Сценарий к телесериалу написали Крейг Мейзин и Нил Дракманн. По данным Западной гильдии сценаристов США, до сокращения количества эпизодов с десяти до девяти, Дракманн и Мейзин совместно написали сценарий первых двух эпизодов, Дракманн написал восьмой, а Мейзин — семь остальных. Мейзин, который является большим поклонником игры и сыграл в неё около двенадцати раз, был представлен Дракманну через Шеннон Вудворд, общего друга, которая изобразила Дину во второй части игры. Дракманн, в свою очередь, является поклонником мини-сериала Мейзина «Чернобыль». Он изначально работал над киноадаптацией игры, но чувствовал, что для неё требуется длительность и темп телесериала, с чем Дракманн согласился. Мейзин заметил, что сериал может представлять собой смену парадигмы для кино- и телевизионных адаптаций видеоигр из-за силы повествования, отметив, что «[руководителям HBO] потребуется всего 20 минут в Google, чтобы понять, что „The Last of Us“ — это „Лоуренс Аравийский“ в мире повествований видеоигр». Он также сказал, что изменения, сделанные для телевизионной адаптации, «предназначены дополнить элементы и расширять, и не отменять, а улучшать». Он отметил, что сериал избегает эпизодических сюжетных линий, таких как случайные встречи, отсутствующие в оригинальной истории. Он добавил, что контент, который был вырезан из игры, будет добавлен в сериал, включая один «потрясающий» момент, который ему описал Дракманн. Дракманн отметил, что некоторые моменты в сценарии сериала заимствуют диалоги непосредственно из игры, в то время как другие сильно отклоняются от неё. По просьбе HBO некоторые экшн-сцены и «обучающие» сцены из игры были изменены, чтобы сделать больший акцент на персонажах и их переживаниях. Дракманн отметил, что сериал использует противоположный подход к адаптации, чем фильм «Анчартед: На картах не значится» (2022), основанный на серии видеоигр от Naughty Dog: в то время как «Анчартед» рассказывает новую историю с некоторыми моментами из игр, «Одни из нас» — это прямая адаптация с незначительными отклонениями.
Дракманн был открыт к отклонениям от сюжета игры при наличии веских причин и с учётом влияния на последующие события сюжета. Пролог игры происходит в 2013 году, тогда как в сериале он происходит в 2003 году. Основное повествование в постапокалиптическом мире разворачивается в 2033 году в игре и 2023 году — в сериале. Создатели сериала сочли, что это делает сюжет более реалистичным и приближенным к современному зрителю, а также будет соответствовать дате выхода сериала, при этом принципиально не меняя историю. Сценаристы добавили в сериал подробности о происхождении мутировавшего грибка, вызвавшего эпидемию, чтобы сделать повествование более реалистичным, так как после вспышки COVID-19 зрительская аудитория стала более осведомлённой о пандемиях. В игре инфекция распространялась через споры, поэтому люди должны были носить противогазы. Создатели же сериала решили заменить споры на некое подобие усиков, образующих единую, взаимосвязанную сеть, как у настоящего грибка. Сценаристы не хотели сделать ещё одно «шоу про зомби». По их мнению, сериал не о пандемии, а о людях, которые делают сложный и интересный выбор и раскрывают через это свою истинную сущность. В декабре 2022 года на сайте Rotten Tomatoes были перечислены названия пятого, шестого, седьмого и восьмого эпизодов: «Терпеть и выжить», «Родня», «Оставленные» и «Когда вы в нужде».

### Съёмки
Менеджер по локациям Джейсон Нолан начал подготовительную работу к сериалу в январе 2021 года, возглавив команду из 115 человек, которая нашла и преобразовала более 180 локаций. Из-за пандемии COVID-19 актёрам и съёмочной группе после прибытия в Канаду пришлось провести в карантине две недели. Ксения Середа работала оператором вместе с Балаговым и Дракманом, Эбен Болтер — с Питером Хоаром и Джереми Уэббом, Кристин А. Майер — с Ясмилой Жбанич, а Надим Карлсен — с Али Аббаси. Члены актёрского состава и съёмочной группы прибыли в Калгари в июне; 2 июня 2021 года Луна опубликовал первую фотографию со съёмочной площадки, на которой он запечатлён вместе с Балаговым, Паскалем, Паркер и Середой. Съёмки сериала начались в Калгари (Альберта) 12 июля 2021 года — на неделю позже, чем изначально планировалось. 12 июля местный совет Хай-Ривера одобрил запрос о съёмках в бывшем районе Бичвуд в период с июля по октябрь; производственная компания выделила городу Хай-Ривер 100 000 канадских долларов за финансирование сообщества и возместила городу около 15 000 долларов за удаление трёх деревьев в этом районе. Съёмки в Хай-Ривере проходили в вечернее время с 13 по 19 июля, а затем продолжились с 19 по 24 июля в Форт-Маклауде, после нескольких месяцев репетиций и подготовки, включая опрос предприятий и жителей; фасады некоторых зданий и магазинов были изменены для соответствия контексту сериала. На съёмочной площадке были представлены полицейские машины из Остина (штат Техас), где проходил пролог игры. Производство вернулось в Хай-Ривер вечером 29 июля, а в августе было перенесено в Калгари.
В течение нескольких месяцев рядом с парком Стампид были построены три блока для использования в съёмках, которые использовали для воссоздания карантинной зоны в Бостоне, показанной во вступительном акте игры. К 30 августа 2021 года работа Балагова над телесериалом была завершена; позже он полностью покинул проект из-за творческих разногласий. В сентябре Анна Торв уже снималась в Канаде. Производство эпизодов Хоара завершилось 5 октября 2021 года. Со 2 по 18 октября 2021 года съёмки проходили на Райс Хауард Уэй и его окрестностях в центре Эдмонтона; в начале октября Паскаль снимался в адресных планах в этом районе и вернулся для полноценных съёмок позже в том же месяце вместе с Рамзи и Торв. Ожидается, что эта локация воссоздаст постапокалиптический Бостон и будет оборудована большим кратером перед итальянским рестораном и зелёным экраном для линии горизонта. По договорённости с местными уличными заведениями съёмочная группа переделала одно из них в разрушенный салон, а руководство другого заведения попросили разрешить каскадёру вылететь через витрину. Съёмки также прошли в здании Законодательного собрания Альберты, которое было украшено вьющимися растениями и зеленью. Производственная команда потратила около 372 000 канадских долларов на четырёхдневные съёмки в Эдмонтоне. С 15 по 18 октября съёмки проходили в центре Калгари, с 23 по 28 октября — в Белтлайне. Закрытие эстакады на Четвёртой авеню заняло у съёмочной группы от шести до восьми недель переговоров с городом. Производство эпизодов Дракманна завершилось к 7 ноября 2021 года.
В седьмом эпизоде сериала в городе Канмор (Альберта) снимали сцены, действие которых происходит в Джексоне (Вайоминг), что является местоположением сообщества Томми в игре. Производство проходило в городе с 15 по 19 ноября, на съёмочной площадке присутствовали Паскаль, Рамзи и Луна; были использованы около 300 статистов, а также лошади. Большинство предприятий города подписали соглашения с производственной компанией сериала, согласно которым они получали от 1000 до 1500 канадских долларов за день съёмок. В конце ноября съёмки проходили в Университете Маунт-Ройал и Технологическом институте Южной Альберты (SAIT), которые, как ожидается, воссоздадут вымышленный Университет Восточного Колорадо из игры. На территории SAIT был убран снег, а на обеих локациях была добавлена листва, чтобы создать осеннюю обстановку. Производство работы Жбанич над сериалом завершилось к 9 декабря 2021 года. В январе 2022 года торговый центр Northland Village Mall на северо-западе Калгари был оформлен для производства. В январе производство переместилось в Окотокс; съёмки проходили с 7 по 12 февраля. Жители Окотокса отметили, что производство привело к росту деловой активности в этом районе; производство поддержало 28 магазинов, что принесло городу доход в размере около 18 000 канадских долларов. Производство было перенесено в национальный парк Уотертон-Лейкс с 14 по 18 февраля 2022 года; автомобили на съёмочной площадке имели номерные знаки штата Колорадо.
Трасса аэропорта на северо-востоке Калгари была закрыта с 14 по 17 марта для кинопроизводства (вероятно, съёмок сериала «Одни из нас»). Съёмки эпизодов Уэбба начались в марте 2022 года и продолжались до окончания основных съёмок в июне. Ламар Джонсон и Вудард были на съёмочной площадке в Калгари 23 марта 2022 года; съёмки проходили в Канзас-Сити, штат Миссури, соответствующем Питтсбургу из игры. В апреле съёмки продолжились в Калгари, в том числе в центре Калгари-Кортс, Кенсингтоне и парке Виктория. В мае Паскаль и Рамзи были на съёмочной площадке в Калгари, а несколько дней спустя за ними последовали военные машины, представляющие вымышленную военную фракцию FEDRA. В мае на фотографиях были показаны декорации больницы, которые, вероятно, воссоздадут финальную сцену игры. В конце мая и начале июня производство переместилось в Олдс, где были заключены контракты на строительство и оформление декораций с несколькими местными предприятиями. Настенный рисунок, изготовленный для съёмок, изначально планировалось удалить, но позднее его решили оставить. Заключительный день основных съёмок прошёл 10 июня 2022 года, на два дня позже, чем первоначально планировалось; производство завершилось рано утром 11 июня. Дополнительные съёмки прошли на межштатной автомагистрали 435 в Канзас-Сити (в Канзасе и в Миссури) 4 октября.

### Музыка
Музыку для телесериала сочинили Густаво Сантаолалья и Дэвид Флеминг. Флеминг написал начальную тему. По его мнению, латиноамериканские зрители «узнают штрихи» его музыки. Он уже имел опыт работы в кино и на телевидении, написав темы и несколько композиций для сериалов «Девственница Джейн» (2014—2019) и «Создавая убийцу» (2015—2018).

## Премьера и продвижение
Изначально предполагалось, что премьера телесериала состоится в 2022 году, однако главный специалист по контенту HBO и HBO Max Кейси Блойс опроверг это в феврале 2022 года, заявив, что выход сериала более вероятен в 2023 году. В июле 2022 года Блойс добавил, что сериал, вероятно, выйдет в эфир в начале 2023 года. В «День The Last of Us» 26 сентября 2021 года телеканал HBO опубликовал первое изображение Паскаля и Рамзи в костюмах из игры, за которым последовал первый кадр из сериала на Summer Game Fest 10 июня 2022 года. 21 августа 2022 года в день премьеры «Дома Дракона» в трейлере от HBO Max были показаны первые кадры сериала с участием Паскаля, Рамзи, Паркер и Оффермана. Релиз в сентябре 2022 года игры The Last of Us Part I (ремейка оригинальной игры) стал ещё одной возможностью познакомить будущих зрителей сериала с игрой. Первый трейлер-тизер был выпущен для «Дня The Last of Us» 26 сентября 2022 года. В нём были показаны первые кадры с Луной, Дэндридж, Торв и Рид и подтверждён 2023 год выхода. Музыка из тизера («Alone and Forsaken» от Хэнка Уильямса) звучала в игре и в одном из её трейлеров. Менее чем за 24 часа тизер набрал более 17 млн просмотров в Твиттере и на YouTube.
После утечек от Sky и HBO Max 2 ноября телеканал HBO объявил, что премьера сериала в США состоится 15 января 2023 года, и выпустил первый официальный постер. В США телесериал выйдет на канале HBO и будет доступен для трансляции в разрешении 4K на платформе HBO Max. В Австралии сериал выйдет на стриминговом сервисе Binge, в Канаде — на телесети Crave, в Индии — на платформе Disney+ Hotstar, в Новой Зеландии — на Neon, в Великобритании и Ирландии, Германии и Австрии, Италии и Швейцарии — на каналах Sky Group и Now. Официальной премьеры сериала в России не будет. Мировая премьера пилотного эпизода состоялась на красной дорожке в Вествуде (штат Калифорния) 9 января 2023 года, после чего последовали театральные показы в Будапеште 11 января и Нью-Йорке 12 января. Короткий ролик, в котором Джоэл и Элли прячутся от щелкуна, был выпущен 16 ноября в качестве тизера перед CCXP в следующем месяце. 30 ноября были выпущены индивидуальные постеры для одиннадцати персонажей. 3 декабря Дэндридж, Дракманн, Луна, Мейзин, Паскаль и Рамзи появились на панели CCXP, где был показан первый полноценный трейлер, раскрывающий первые появления Бейкера, Эшли Джонсон и Шеперда. 8 декабря Бейкер, Эшли Джонсон, Паскаль и Рамзи объявляли одну из номинаций на The Game Awards 2022.
В декабре телеканал HBO объявил, что Бейкер будет вести сопутствующий подкаст параллельно с сериалом с участием Мейзина и Дракманна. Паскаль и Рамзи появились на обложке журнала The Hollywood Reporter в январе 2023 года. 6 января канал HBO выпустил первое видео о съёмках сериала, а несколько изданий опубликовали интервью с актёрами и съёмочной группой, основанные на обсуждениях за круглым столом в предыдущем месяце. 9 января Рамзи появилась на шоу «Джимми Киммел в прямом эфире».

## Восприятие

### Оценки критиков
| Графики недоступны из-за технических проблем. См. информацию на Фабрикаторе и на mediawiki.org. - Сезон 1 (2023): Процент положительных отзывов на сайте Rotten Tomatoes |

На сайте-агрегаторе Rotten Tomatoes телесериал имеет рейтинг 96 %, основанный на 476 рецензиях критиков со средним баллом 8,75 из 10. «Консенсус критиков» сформулирован так: «Сохранив самые захватывающие черты исходного материала и более глубоко исследуя его историю, „Одни из нас“ — захватывающий телесериал, который входит в число величайших адаптаций видеоигр в истории». На сайте-агрегаторе Metacritic рейтинг сериала составляет 84 балла из 100 возможных на основании 43 обзоров критиков, что означает «всеобщее признание». Несколько обозревателей сочли его лучшей игровой адаптацией видеоигры; Марк Делейни из GameSpot сказал, что это «похоже на начало новой эры» в этом жанре.
Игра актёров сериала получила широкое признание. Критики высоко оценили «химию» взаимодействия между Педро Паскалем и Беллой Рамзи. Так, Вики Джессоп из Evening Standard отметила, что они «затмевают собой всё» в каждой сцене, в которой они появляются: Паскаль придаёт убедительную твёрдость и сдержанность человека, который потерял почти всех, кого любит, а сквернословящая с широко открытыми глазами Рамзи является «идеальным фоном» для него. Алан Сепинуолл из Rolling Stone назвал двух главных героев «неотразимо привлекательными». Джон Ньюджент из Empire и Валери Эттенхофер из /Film назвали игру Паскаля в сериале лучшей в его карьере, отметив способность актёра демонстрировать разные стороны характера персонажа, который обычно преднамеренно имеет «каменное лицо», но при этом очень убедителен в редких моментах своей уязвимости. Аксель Мец из TechRadar описал Паскаля как «идеальное воплощение Джоэла в реальном мире». Несколько критиков выделили игру Рамзи за умение сочетать комедию и эмоции. Джуди Берман из Time назвала её самым ценным активом сериала, а Саймон Карди из IGN похвалил её за то, что она «оставила собственный след» в уже культовом персонаже. Критики также отметили игру Ника Оффермана и Мюррея Бартлетта. Так, Уильям Гудман из Complex назвал их игру в сериале «лучшей в их карьере», а Дейз Джонстон из Inverse назвала их достойными премии «Эмми». Кроме того, критики оценили игру Анны Торв. Шон Кин из CNET отметил, что Мелани Лински привносит в образ Кэтлин «тихую угрозу», а игру Скотта Шеперда назвал «харизматичной».
Критики высоко оценили изменения, которые Мейзин и Дракманн сделали по сравнению с игрой. В некоторых обзорах сцены, копирующие игру, были названы одними из самых слабых и слишком снижающих темп повествования. По мнению Дэниела Д’Аддарио из Variety, сериал излишне опирается на экшен-сцены, тогда как Мец из TechRadar, наоборот, хотел увидеть больше таких сцен. Саймон Карди из IGN отметил, что спокойные моменты — это то, где сериал часто «сияет ярче всего». Большинство критиков сочло третий эпизод лучшим в сезоне, а некоторые из них назвали его одним из величайших эпизодов на телевидении. Дэниел Финберг из The Hollywood Reporter заметил, что третий эпизод превратил сериал из хоррора в нечто «действительно особенное», а Ньюджент из Empire назвал его «трогательным, удивительно романтичным и одним из лучших часов в телесериалах за последнее время». Некоторые критики сочли пилотный эпизод «искусно сделанным», но «слишком узнаваемым» и похожим на другие постапокалиптические сериалы. Валери Эттенхофер из /Film осчитала пилотный эпизод самым слабым эпизодом всего сериала. Брайан Таллерико из RogerEbert.com счёл, что последние два эпизода были слишком сжатыми.
Несколько критиков похвалили работу художников-постановщиков. Так, Дэвид Опи из Digital Spy написал: «сложные детали в каждой сцене, кажется, были вырваны прямо из игры в реальность». Напротив, Пэт Браун из Slant Magazine посчитал, что декорации в сериале выглядят слишком ухоженными и тщательно расставленными. Дейз Джонстон из Inverse похвалила использование освещения: по её мнению, свет в сериале используется как кисть, «подчёркивая человечность персонажей и заражённых»; также она высоко оценила операторскую работу. Кит Фиппс из TV Guide назвал сериал «впечатляющим визуально», а Саймон Карди из IGN — «настоящим зрелищем». Музыка Густаво Сантаолальи также удостоилась похвалы: Шон Кин из CNET отметил, что она «добавляет в повествование тоскливой грусти».
По итогам 2023 года многие издания включили «Одних из нас» в свои списки лучших сериалов года, в том числе The New York Times, The Guardian, Time Out, Roger Ebert, Wired, Rolling Stone, «Афиша», «Мир фантастики». Издание Variety назвало его сериалом года.

### Рейтинги
В первую ночь после премьеры пилотный эпизод посмотрели 4,7 млн зрителей в США (на HBO и HBO Max). Это второй показатель по просмотрам дебютного эпизода HBO с 2010 года после премьеры «Дома Дракона». Через два дня первый эпизод посмотрело в общей сложности 10 млн зрителей в США.
| № | Название                         | Дата показа     | Рейтинг (18—49) | Зрителей (миллионов) | DVR (18—49) | Зрителей DVR (миллионов) | Всего (18—49) | Всего зрителей (миллионов) | Прим.  |
| - | -------------------------------- | --------------- | --------------- | -------------------- | ----------- | ------------------------ | ------------- | -------------------------- | ------ |
| 1 | «Когда ты потерялся в темноте»   | 15 января 2023  | 0,17            | 0,588                | TBD         | TBD                      | TBD           | TBD                        | [ 67 ] |
| 2 | «Заражённые»                     | 22 января 2023  | 0,19            | 0,633                | TBD         | TBD                      | TBD           | TBD                        | [ 68 ] |
| 3 | «Долгое-долгое время»            | 29 января 2023  | 0,21            | 0,747                | TBD         | TBD                      | TBD           | TBD                        | [ 69 ] |
| 4 | «Пожалуйста, держи меня за руку» | 5 февраля 2023  | 0,26            | 0,991                | TBD         | TBD                      | TBD           | TBD                        | [ 70 ] |
| 5 | «Терпеть и выжить»               | 12 февраля 2023 | 0,09            | 0,382                | TBD         | TBD                      | TBD           | TBD                        | [ 72 ] |
| 6 | «Родня»                          | 19 февраля 2023 | 0,28            | 0,841                | TBD         | TBD                      | TBD           | TBD                        | [ 73 ] |
| 7 | «Оставшиеся позади»              | 26 февраля 2023 | 0,37            | 1,083                | TBD         | TBD                      | TBD           | TBD                        | [ 74 ] |
| 8 | «Когда мы в нужде»               | 5 марта 2023    | 0,30            | 1,039                | TBD         | TBD                      | TBD           | TBD                        | [ 75 ] |
| 9 | «Ищи свет»                       | 12 марта 2023   | 0,33            | 1,040                | TBD         | TBD                      | TBD           | TBD                        | [ 76 ] |

## Комментарии
1. ↑  Разработчиком игры The Last of Us была компания Naughty Dog, а издателем — Sony Computer Entertainment. Сценаристом и креативным директором игры стал Нил Дракманн, а режиссёром — Брюс Стрэли[1].
2. 1 2 3  Разрешения 4K UHDTV, Dolby Vision и Dolby Atmos доступны только для стриминговых платформ. Телеканал HBO ведёт вещание в разрешении 1080i HDTV[4][5].
3. ↑  На стриминговой платформе HBO Max эпизод вышел 10 февраля из-за трансляции Супербоула. На канале HBO эпизод вышел 12 февраля[71].